# ادواردو کودت
ادواردو کودت (انگلیسی: Eduardo Coudet؛ زادهٔ ۱۲ سپتامبر ۱۹۷۴) بازیکن فوتبال اهل آرژانتین است.
از باشگاه‌هایی که در آن بازی کرده‌است می‌توان به باشگاه فوتبال ریور پلاته، باشگاه فوتبال سلتاویگو، فیلادلفیا یونیون، باشگاه ورزشی سن لورنسو آلماگرو، و باشگاه فوتبال روساریو سنترال اشاره کرد.